# Svet kompjutera
 (mars 2019).
Si vous disposez d'ouvrages ou d'articles de référence ou si vous connaissez des sites web de qualité traitant du thème abordé ici, merci de compléter l'article en donnant les références utiles à sa vérifiabilité et en les liant à la section « Notes et références ».
Svet kompjutera (« Monde des ordinateurs » en serbe) est un magazine informatique créé et publié à Belgrade dès octobre 1984.
Il est le plus fort tirage du pays (pour exemple au cours de la période de janvier à février 2002 son tirage était 43 000 exemplaires). Svet kompjutera traite de différents sujets tels que les ordinateurs personnels, les tablettes, les smartphones et les consoles de jeux vidéo ainsi que leur utilisation pour le travail et le divertissement.
Son objectif est d’informer les lecteurs sur les derniers événements en Serbie et dans le monde à propos de l’informatique et de présenter des produits qui peuvent intéresser ses lecteurs. Pour son équipe éditoriale, leur principale tâche est de conseiller de la meilleure façon les utilisateurs d’ordinateur sur l’utilisation de leur matériel et des logiciels. C’est un des journaux du groupe Politika AD, une des plus grandes sociétés de médias dans les Balkans. Il est publié chaque mois et peut être acheté dans tous les kiosques à journaux en Serbie. Ce journal peut être également acheté dans la République de Macédoine, la Slovénie, la Bosnie-Herzégovine, la Croatie, le Monténégro et beaucoup d’autres pays européens. Il est aussi possible d’y souscrire un abonnement dans n’importe quel pays du monde.

## Historique
Le premier numéro de ce magazine a été imprimé en octobre 1984.
Deux ans plus tard au cours de l’année 1986, lorsque les ordinateurs personnels ont commencé à se démocratiser, la sous-section des jeux vidéo du magazine Svet kompjutera a commencé à évoluer petit à petit jusqu’à la création d’un numéro spécial du nom de : Svet igara (« le monde des jeux » en français). Ce supplément a été publié de temps à autre comme un complément à la colonne sur les jeux vidéo du magazine. Jusqu'à présent, seulement 14 numéros de Svet igara ont été publiés.
En août 2005, Svet kompjutera crée son propre forum Web officiel nommé tout : « Forum Sveta kompjutera ». À partir de février 2011, il contient plus 26 000 utilisateurs et plus 1 200 000 postes en plus des 56 000 sujets.

## Logo
Depuis sa création en octobre 1984 ce magazine a eu deux différents logos. Le premier a servi depuis la création jusqu’à octobre 1991 et le second qui est aussi l’actuel sert depuis octobre 1991.